# Dobrohošť (Jindřichův Hradec-i járás)
Dobrohošť település Csehországban, a Jindřichův Hradec-i járásban. Dobrohošť Budíškovice és Dačice településekkel határos. Lakosainak száma 47 fő (2024. január 1.).

## Népesség
A település lakosságának változását az alábbi diagram mutatja:
| Lakosok száma | 78   | 79   | 83   | 44   | 40   | 44   | 48   | 43   | 48   | 47   |
|               | 1869 | 1890 | 1921 | 1950 | 1980 | 2001 | 2017 | 2019 | 2022 | 2024 |